# Pessimismo filosófico

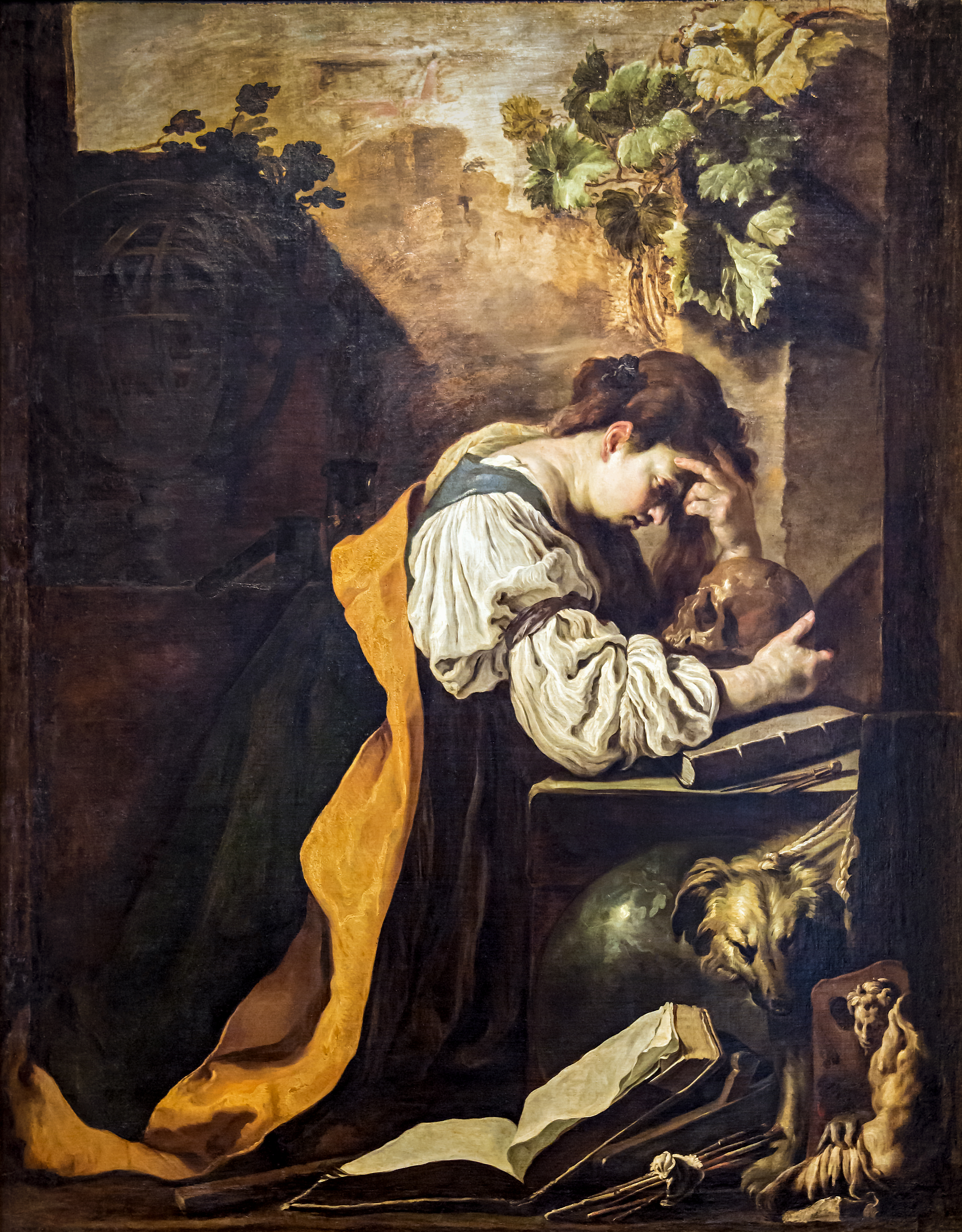
Melancolia por Domenico Fetti (1612). Morte, sofrimento e falta de sentido são os temas principais do pessimismo filosófico

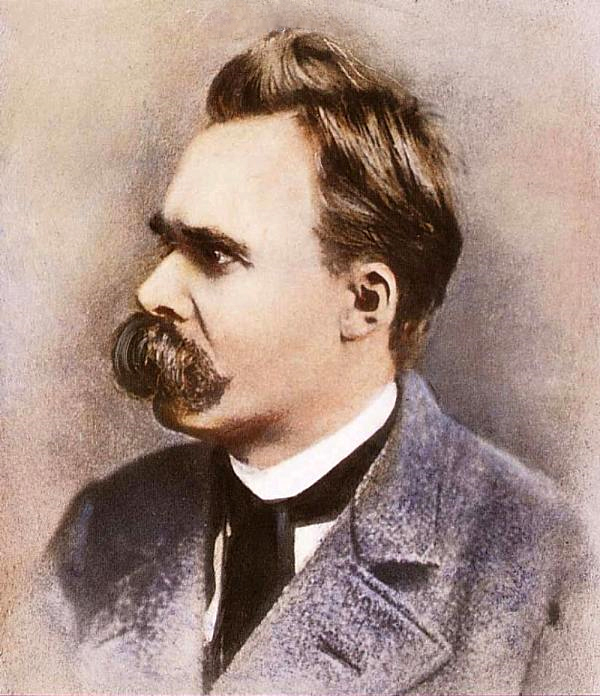
Criticando severamente o pessimismo de seus contemporâneos alemães, "um pessimismo dos fracos", Nietzsche busca introduzir sua própria versão do pessimismo: "pessimismo dionisíaco", ou "um pessimismo dos fortes"

Pessimismo filosófico é um conjunto de visões filosóficas que atribuem um valor negativo à vida ou à existência. Pessimistas filosóficos frequentemente argumentam que o mundo contém uma prevalência empírica de dores sobre prazeres, que a existência é ontologicamente ou metafisicamente adversa aos seres vivos, e que a vida é fundamentalmente sem sentido ou sem propósito. O pessimismo filosófico não é um movimento coerente único, mas sim um grupo de pensadores associados de forma livre com ideias semelhantes e uma semelhança entre si. Suas respostas à condição da vida são amplamente variadas. Pessimistas filosóficos geralmente não defendem o suicídio como solução para a condição humana; embora muitos favoreçam a adoção do antinatalismo, ou seja, a não procriação.

## Definições
A palavra pessimismo vem do latim pessimus, que significa "o pior".
Filósofos definem a posição de várias maneiras. Em Pessimism: A History and a Criticism, James Sully descreve a essência do pessimismo filosófico como "a negação da felicidade ou a afirmação da miséria inerente à vida". Byron Simmons escreve, "pessimismo é, grosso modo, a visão de que a vida não vale a pena ser vivida". Frederick C. Beiser escreve, "pessimismo é a tese de que a vida não vale a pena ser vivida, que o nada é melhor do que o ser, ou que é pior ser do que não ser". Segundo Paul Prescott, é a visão de que "o mal prevalece sobre o bem".
Olga Plümacher identifica duas reivindicações fundamentais do pessimismo filosófico: "A soma do desprazer supera a soma do prazer" e "Consequentemente, o não-ser do mundo seria melhor do que seu ser". Ignacio L. Moya define o pessimismo como uma posição que sustenta que a essência da existência pode ser conhecida (pelo menos parcialmente); que a vida é essencialmente caracterizada por necessidades, desejos e dor, e, portanto, o sofrimento é inevitável; que não há razões últimas para, nenhum plano ou propósito cósmico para o sofrimento; e que, em última análise, o não-existir é preferível ao existir.

## Temas
Chegar a uma conclusão pessimista pode ser abordado de várias maneiras, com inúmeros argumentos reforçando essa perspectiva. No entanto, certos temas recorrentes emergem consistentemente:
- A vida não vale a pena ser vivida — um dos argumentos mais comuns dos pessimistas é que a vida não vale a pena ser vivida. Em resumo, os pessimistas veem a existência, no geral, como tendo um efeito deletério sobre os seres vivos: estar vivo é estar em uma posição ruim.[10]
- O mal prevalece sobre o bem — geralmente, o mal vence sobre o bem.[11] Isso pode ser entendido de duas maneiras. Primeiramente, pode-se argumentar que — independentemente das quantidades de bens e males — o sofrimento não pode ser compensado pelo bem.[12][5] Em segundo lugar, pode-se argumentar que há uma predominância de coisas ruins sobre coisas boas.[13]
- A não-existência é preferível à existência — já que a existência é ruim, teria sido melhor se ela não tivesse ocorrido. Esse ponto pode ser entendido de uma das duas seguintes maneiras. Primeiramente, pode-se argumentar que, para qualquer ser individual, teria sido melhor se ele nunca tivesse existido.[12] Em segundo lugar, vários pessimistas argumentaram que a não-existência do mundo inteiro seria melhor do que sua existência.[14]

## Desenvolvimento do pensamento pessimista
Sentimentos pessimistas podem ser encontrados em diversas religiões e nas obras de vários filósofos. Os principais desenvolvimentos dessa tradição começaram com os trabalhos do filósofo alemão Arthur Schopenhauer, que foi o primeiro a fornecer uma explicação para por que há tanta miséria no mundo e a construir um sistema filosófico completo no qual o pessimismo desempenhava um papel fundamental.

### Tempos antigos
Um dos pontos centrais do Budismo, que se originou na Índia antiga, é a afirmação de que a vida é cheia de sofrimento e insatisfação. Isso é conhecido como dukkha nas Quatro Nobres Verdades.
No Eclesiastes, das Religiões abraâmicas, que se originou no Oriente Médio, o autor lamenta a falta de sentido da vida humana, vê a vida como pior do que a morte e expressa sentimentos antinatalistas em relação ao vir a existir. Essas visões são centrais no Gnosticismo, um movimento religioso derivado do Cristianismo, onde o corpo é visto como uma espécie de "prisão" para a alma, e o mundo como uma espécie de inferno.
Hegésias de Cirene, que viveu na Grécia Antiga, argumentou que a felicidade duradoura não pode ser alcançada devido às constantes enfermidades corporais e à impossibilidade de realizar todos os nossos objetivos.

### Alemanha do Século XIX
Arthur Schopenhauer foi o primeiro filósofo a construir um sistema filosófico completo, no qual apresentou uma explicação do mundo por meio da metafísica, estética, epistemologia e ética — todos interligados por uma visão pessimista do mundo Schopenhauer via o mundo como tendo dois lados — Vontade e Representação. Vontade é puro esforço, sem objetivo, incessante e sem fim; é a essência interior de todas as coisas. Representação é como vemos o mundo com nossa capacidade perceptual e cognitiva particular; é como construímos objetos a partir de nossas percepções.
Nos seres vivos, a Vontade assume a forma da vontade de viver — autopreservação ou o instinto de sobrevivência que se manifesta como a busca por satisfazer desejos. E, como essa vontade de viver é nossa natureza interior, estamos condenados a estar sempre insatisfeitos, pois um desejo satisfeito abre espaço para a busca de outra coisa. No entanto, existe algo que podemos fazer com essa vontade incessante. Podemos obter alívio temporário durante a contemplação estética ou cultivando uma atitude moral. Também podemos derrotar a vontade de viver mais permanentemente por meio do ascetismo, alcançando a equanimidade.

## Principais Argumentos

### Duḥkhacomo marca da existência
A insatisfação constante — duḥkha — é uma característica intrínseca de toda existência senciente. Todas as criaturas vivas precisam enfrentar os sofrimentos do nascimento, envelhecimento, doença e morte; desejar o que não possuem, evitar o que não gostam e sentir a perda das coisas positivas que perderam. Todos esses tipos de anseio (taṇhā) são fontes de sofrimento e não são externos, mas sim vícios inerentes (como ganância, luxúria, inveja, autoindulgência) de todos os seres vivos.
Como no Budismo um dos conceitos centrais é o da libertação ou nirvana, isso destaca o caráter miserável da existência, pois não haveria necessidade de fazer um esforço tão grande para se libertar de um mero "estado menos que ideal". Como a iluminação é o objetivo das práticas budistas através do Nobre Caminho Óctuplo, o valor da própria vida, sob essa perspectiva, parece ser questionável.

### O prazer não adiciona nada de positivo à nossa experiência
Vários filósofos apresentaram críticas ao prazer, essencialmente negando que ele acrescente algo positivo ao nosso bem-estar além do estado neutro.

#### Prazer como mera remoção da dor
Uma vertente particular da crítica ao prazer remonta a Platão, que afirmou que a maioria dos prazeres que experimentamos são formas de alívio da dor, e que os insensatos confundem o estado neutro sem dor com a felicidade. Epicuro levou essa ideia ao extremo e afirmou que, "[o] limite da grandeza dos prazeres é a remoção de tudo o que pode causar dor". Assim, de acordo com os epicuristas, ninguém pode estar em melhor situação do que estar livre de dor, ansiedade, angústia, medo, irritação, arrependimento, preocupação, etc. — no estado de tranquilidade.
Segundo Knutsson, existem algumas razões pelas quais podemos pensar assim. Primeiramente, podemos dizer que uma experiência é melhor que outra ao reconhecer que a primeira não possui um desconforto específico. E podemos fazer isso com qualquer número de experiências, explicando assim o que significa sentir-se melhor, apenas contando com a eliminação das perturbações. Em segundo lugar, é difícil encontrar uma qualidade específica de experiência que a torne melhor do que um estado completamente imperturbado. Terceiramente, podemos explicar o comportamento sem invocar prazeres positivos. Em quarto lugar, é fácil entender o que significa para uma experiência ter certas imperfeições (qualidades aversivas), enquanto não está claro o que significaria para uma experiência ser genuinamente melhor do que neutra. E, por último, um modelo com apenas estados negativos e neutros é teoricamente mais simples do que um que contenha uma classe adicional de experiências positivas.

#### Nenhum estado positivo genuíno
Uma versão mais forte dessa visão é que pode não haver estados que sejam imperturbados ou neutros. É pelo menos plausível que, em cada estado, poderíamos notar alguma qualidade insatisfatória, como cansaço, irritação, tédio, preocupação, desconforto, etc. Em vez de estados neutros, pode haver simplesmente estados "padrão" — estados com frustrações e desconfortos recorrentes, mas menores, aos quais, com o tempo, nos acostumamos e aprendemos a não fazer nada a respeito.

#### Prazer como mero alívio do esforço
Schopenhauer sustentava que apenas a dor é positiva. Ou seja, apenas a dor é sentida diretamente — é experimentada como algo que é imediatamente adicionado à nossa consciência. Por outro lado, o prazer é sempre negativo, o que significa que apenas remove algo já presente em nossa experiência — e, portanto, é experimentado de maneira indireta ou mediata. Ele apresentou sua tese da negatividade — que o prazer é sempre apenas um alívio da dor. Pessimistas alemães posteriores — Julius Bahnsen, Eduard von Hartmann e Philipp Mainländer — mantinham visões muito semelhantes.

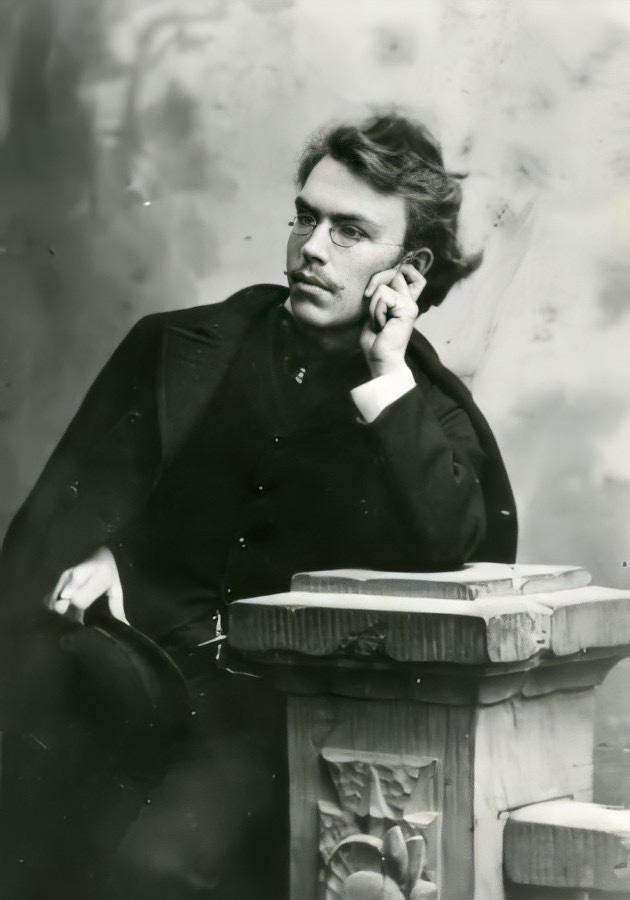
Philipp Mainländer publicou A Filosofia da Redenção em 1876 e cometeu suicídio pouco tempo depois

A dor pode ser removida de duas maneiras. Uma maneira é satisfazer um desejo. Como esforçar-se é sofrer, uma vez que um desejo é satisfeito, o sofrimento para momentaneamente. A segunda maneira é através da distração. Quando não estamos prestando atenção ao que nos falta — e, portanto, desejamos — estamos temporariamente em paz. Isso acontece em casos de experiências intelectuais e estéticas.
Um anseio pode surgir quando direcionamos nossa atenção para algum objeto externo ou quando notamos algo indesejado sobre nossa situação atual. Isso é experimentado como uma necessidade visceral de mudar algo no estado atual. Quando não sentimos tais anseios, estamos contentes ou tranquilos — não sentimos urgência ou necessidade de mudar nada em nossa experiência.

#### Nenhum equivalente genuíno ao sofrimento
Alternativamente, pode-se argumentar que, para qualquer estado supostamente agradável, nunca encontramos — sob uma inspeção mais detalhada — nada que o torne um equivalente positivo ou genuíno ao sofrimento. Para uma experiência ser genuinamente positiva, ela precisaria ser o oposto experiencial do sofrimento. No entanto, é difícil entender o que seria necessário para que uma experiência fosse o oposto de outra — parece que existem apenas eixos de experiências separados (quente e frio, alto e silencioso), que são percebidos como contrastantes. E mesmo que admitíssemos que a ideia de um oposto experiencial faz sentido, é difícil — se não impossível — encontrar um exemplo claro de tal experiência que resistisse a um exame minucioso. Há algumas evidências neurocientíficas de que experiências positivas e negativas não estão dispostas no mesmo eixo, mas constituem dois sistemas distintos — embora interativos.

### A vida contém males não compensados
Um argumento para a visão negativa da vida é o reconhecimento de que os males são incondicionalmente inaceitáveis. Uma vida boa não é possível com a presença de males. Esta linha de pensamento baseia-se na afirmação de Schopenhauer de que "o mal e o sofrimento no mundo... mesmo que estivessem na relação mais justa entre si, na verdade, mesmo que fossem amplamente superados pelo bem, são, no entanto, coisas que absolutamente nunca deveriam existir de qualquer forma" em O Mundo como Vontade e Representação. A ideia aqui é que nenhum bem pode jamais apagar os males experimentados, porque são de uma qualidade ou tipo de importância diferentes.
Schopenhauer elabora sobre a diferença vital entre o bem e o mal, dizendo que "é fundamentalmente irrelevante argumentar se há mais bem ou mal no mundo: pois a própria existência do mal já decide a questão, uma vez que nunca pode ser anulada por qualquer bem que possa existir ao lado ou depois dele, e, portanto, não pode ser contrabalançada", acrescentando que "mesmo que milhares tenham vivido em felicidade e deleite, isso nunca anularia a ansiedade e a morte torturada de uma única pessoa; e meu bem-estar presente não faz nada para desfazer meu sofrimento anterior".
Uma maneira de interpretar o argumento é focar em como uma coisa poderia compensar outra. Os bens só podem compensar os males quando a) acontecem ao mesmo sujeito, e b) acontecem ao mesmo tempo. A razão pela qual o bem tem que acontecer ao mesmo sujeito é porque o miserável não pode sentir a felicidade do alegre, e, portanto, não tem efeito sobre ele. A razão pela qual o bem tem que acontecer ao mesmo tempo é porque a alegria futura não atua retroativamente, e, portanto, não tem efeito sobre o estado presente do indivíduo que sofre. Mas essas condições não estão sendo atendidas, e, portanto, a vida não vale a pena ser vivida. Aqui, não importa se existem prazeres genuinamente positivos, porque, como os prazeres e as dores são experiencialmente separados, os males não são compensados.
Uma maneira de interpretar o argumento é focar em como uma coisa poderia compensar outra. Os bens só podem compensar os males, quando a) acontecem ao mesmo sujeito, e b) ocorrem ao mesmo tempo. A razão pela qual o bem deve acontecer ao mesmo sujeito é porque o miserável não pode sentir a felicidade do alegre e, portanto, não tem efeito sobre ele. A razão pela qual o bem deve ocorrer ao mesmo tempo é porque a alegria futura não age retroativamente no tempo e, portanto, não tem efeito sobre o estado presente do indivíduo que sofre. Mas essas condições não estão sendo cumpridas, e portanto a vida não vale a pena ser vivida. Aqui, não importa se existem quaisquer prazeres positivos genuínos, porque, uma vez que prazeres e dores são separados experiencialmente, os males ficam sem reembolso.
Outra interpretação da tese da negatividade — que os bens são meramente negativos em caráter — utiliza metáforas de dívida e reembolso, e crime e punição. Aqui, simplesmente cessar um mal não conta como pagá-lo, assim como parar de cometer um crime não equivale a repará-lo. O mal só pode ser compensado por algo positivamente bom, assim como um crime tem que ser respondido com alguma punição, ou uma dívida tem que ser paga com algo valioso. Se o bem está apenas tirando um mal, então não pode compensar o mal, já que não é do tipo apropriado — não é algo positivo que poderia "reembolsar a dívida" do mal.

### O Sofrimento é Essencial para a Vida devido à Luta Perpétua
Arthur Schopenhauer introduz um argumento a priori para o pessimismo. A base do argumento é o reconhecimento de que organismos conscientes — animais — estão incorporados e habitam nichos específicos no ambiente. Eles lutam pela sua auto-preservação. Lutar para satisfazer desejos é a essência de toda a vida orgânica.
Schopenhauer postula que a luta é a essência da vida. Toda luta, ele argumenta, envolve sofrimento. Assim, ele conclui que o sofrimento é inevitável e inerente à existência. Dado isso, ele diz que o equilíbrio entre o bem e o mal é, em geral, negativo.
Existem algumas razões pelas quais o sofrimento é um aspecto fundamental da vida:
1. A satisfação é elusiva: os organismos lutam constantemente por várias coisas. Sempre que satisfazem um desejo, desejam algo mais e a luta recomeça.
2. A felicidade é negativa: enquanto as necessidades parecem vir até nós por si mesmas, temos que nos esforçar para experimentar algum grau de alegria. Além disso, o prazer é apenas uma satisfação — ou eliminação — de um desejo particular. Portanto, é apenas uma experiência negativa, pois temporariamente elimina uma luta ou necessidade.
3. Lutar é sofrer: enquanto a luta não é satisfeita, é experimentada como sofrimento.
4. O tédio é sofrimento: a falta de um objeto de desejo é experimentada como um estado desconfortável.[13][27]

### A Terminalidade da Vida Humana
De acordo com a ontologia de Julio Cabrera, a vida humana tem um valor estruturalmente negativo. Sob essa visão, a vida humana não provoca desconforto nos humanos devido aos eventos particulares que acontecem na vida de cada indivíduo, mas sim devido ao próprio ser ou natureza da existência humana como tal. As seguintes características constituem o que Cabrera chama de "terminalidade do ser" — em outras palavras, seu valor estruturalmente negativo:

Para Cabrera, esta situação é ainda piorada por um fenômeno que ele chama de "obstáculo moral", ou seja, a impossibilidade estrutural de agir no mundo sem prejudicar ou manipular alguém em algum momento dado. Segundo ele, o obstáculo moral ocorre não necessariamente por uma falha moral em nós, mas devido à situação estrutural em que fomos colocados. Os valores positivos que são criados na vida humana surgem dentro de um ambiente estreito e ansioso.
Os seres humanos são encurralados pela presença de seus corpos em decadência, bem como pela dor e pelo desânimo, em uma teia complicada e holística de ações, na qual somos forçados a entender rapidamente situações sociais diversificadas e tomar decisões relevantes. É difícil para nossa necessidade urgente de construir nossos próprios valores positivos não acabar prejudicando os projetos de outros seres humanos que também estão ansiosamente tentando fazer o mesmo, ou seja, construir seus próprios valores positivos.

### A Assimetria entre Danos e Benefícios
David Benatar argumenta que há uma diferença significativa entre a falta/presença de danos e benefícios ao comparar uma situação em que uma pessoa existe com uma situação em que essa pessoa nunca existe. O ponto de partida do argumento é a seguinte observação não controversa:

1. A presença de dor é ruim. 

2. A presença de prazer é boa. 

No entanto, a simetria quebra quando consideramos a ausência de dor e prazer: 

3. A ausência de dor é boa, mesmo que esse bem não seja desfrutado por ninguém. 

4. A ausência de prazer não é ruim, a menos que haja alguém para quem essa ausência seja uma privação.
Com base no exposto, Benatar infere o seguinte:
- a ausência de dor é melhor no caso em que uma pessoa nunca existe do que a presença de dor onde uma pessoa existe,
- a ausência de prazer não é pior no caso em que uma pessoa nunca existe do que a presença de prazer onde uma pessoa existe.

Em resumo, a ausência de dor é boa, enquanto a ausência de prazer não é ruim. Daí decorre que não vir à existência tem vantagens sobre vir à existência para aquele que seria afetado ao vir ao mundo. Este é o cerne de seu argumento para o antinatalismo — a visão de que vir à existência é ruim. 

### Diferenças Empíricas entre os Prazeres e Dores na Vida
Para apoiar seu caso para o pessimismo, Benatar menciona uma série de diferenças empíricas entre os prazeres e dores na vida. Em um aspecto estritamente temporal, os prazeres mais intensos que podem ser experimentados são de curta duração (por exemplo, orgasmos), enquanto as dores mais severas podem ser muito mais duradouras, durando dias, meses e até anos. Os piores dores que podem ser experimentadas são também piores em qualidade ou magnitude do que os melhores prazeres são bons, oferecendo como exemplo o experimento mental de se aceitaria "uma hora dos prazeres mais deliciosos em troca de uma hora dos piores tormentos".
Além de citar Schopenhauer, que fez um argumento semelhante, ao pedir aos seus leitores que "comparem os sentimentos de um animal que está devorando outro com os daquele outro"; a quantidade de tempo que pode levar para que os desejos de alguém sejam realizados, com alguns dos nossos desejos nunca sendo satisfeitos; a rapidez com que o corpo de alguém pode ser ferido, danificado ou adoecer, e a lentidão comparativa na recuperação, com a completa recuperação às vezes nunca sendo alcançada; a existência de dor crônica, mas a comparativa inexistência de prazer crônico; o declínio físico e mental gradual e inevitável ao qual toda vida está sujeita através do processo de envelhecimento;  a maneira fácil com que as coisas ruins na vida naturalmente nos atingem, e os esforços que precisamos fazer para nos defender e obter as coisas boas; a falta de um significado cósmico ou transcendente para a vida humana como um todo, emprestando um termo de Spinoza, segundo Benatar, nossas vidas carecem de significado do ponto de vista do universo, ou seja, sub specie aeternitatis.
Benatar conclui que, mesmo que se argumente que as coisas ruins na vida são de alguma forma necessárias para que os seres humanos apreciem as coisas boas na vida, ou pelo menos para que as apreciem plenamente, ele afirma que não está claro que essa apreciação exija tanto mal quanto há, e que nossas vidas seriam piores do que são se as coisas ruins não fossem necessárias nesse sentido.
A vida humana seria imensamente melhor se a dor fosse passageira e o prazer prolongado; se os prazeres fossem muito melhores do que as dores eram ruins; se fosse realmente difícil ser ferido ou ficar doente; se a recuperação fosse rápida quando sofressemos ferimentos ou doenças; e se nossos desejos fossem realizados instantaneamente e se não dessem lugar a novos desejos. A vida humana também seria imensamente melhor se vivêssemos por muitos milhares de anos com boa saúde e se fôssemos muito mais sábios, mais inteligentes e moralmente melhores do que somos. :82-83

## Respostas aos males da existência
Filósofos pessimistas desenvolveram uma variedade de maneiras de lidar com o sofrimento e a miséria da vida.

### Renúncia de Schopenhauer à vontade de viver
Arthur Schopenhauer considerava sua filosofia não apenas como uma condenação da existência, mas também como uma doutrina de salvação que permite contrariar o sofrimento que vem da vontade de viver e alcançar a tranquilidade. Conforme Schopenhauer, o sofrimento advém do querer (esforçar-se, desejar). O querer de alguém é proporcional ao foco em si mesmo, em suas necessidades, medos, individualidade, etc. Portanto, Schopenhauer argumenta, para interromper o sofrimento, é preciso interromper o querer. E para diminuir o querer, é necessário diminuir o foco em si mesmo. Isso pode ser alcançado de algumas maneiras.

#### Contemplação estética
A contemplação estética é a apreciação focada de uma obra de arte, música ou até mesmo uma ideia. É desinteressada e impessoal. É desinteressada — os interesses cedem lugar a uma devoção ao objeto; ele é considerado como um fim em si mesmo. É impessoal — não limitada pelas próprias preferências. A apreciação estética evoca uma ideia universal de um objeto, em vez da percepção do objeto como único.
Durante esse tempo, alguém "se perde" no objeto de contemplação, e o sentido de individualização se dissolve temporariamente. Isso ocorre porque a universalidade do objeto de contemplação passa para o sujeito. A consciência de alguém torna-se "sem vontade". Torna-se — ainda que por um breve momento — um espectador neutro ou um "sujeito puro", não sobrecarregado pelo próprio eu, necessidades e sofrimento.

#### Perspectiva moral compassiva
Para Schopenhauer, uma atitude moral adequada em relação aos outros surge do reconhecimento de que a separação entre os seres vivos ocorre apenas no reino da representação, originada do principium individuationis. Sob a esfera representacional, todos nós somos um. Cada pessoa é, na verdade, o mesmo Will — apenas manifestado através de diferentes objetivações. O sofrimento de outro ser é, portanto, o nosso próprio sofrimento. A reconhecimento desta verdade metafísica permite que alguém alcance uma consciência mais universal, em vez de individualista. Nessa consciência universal, alguém abandona o foco exclusivo em seu próprio bem-estar e infortúnio em direção ao de todos os outros seres.

#### Ascetismo
Schopenhauer explica que alguém pode passar por uma experiência transformadora na qual reconhece que a percepção do mundo como sendo constituído de coisas separadas, que são impermanentes e constantemente lutadoras, é ilusória. Isso pode acontecer por meio do conhecimento sobre o funcionamento do mundo ou por meio de uma experiência de sofrimento extremo. Um vê através do véu de Maia. Isso significa que não mais se identifica como um indivíduo separado. Em vez disso, reconhece-se como todas as coisas. Um vê a fonte de toda miséria — a Vontade como o coisa-em-si, que é o cerne de toda realidade. Então, pode-se mudar a atitude em relação à vida em direção à renúncia à vontade de vida e praticar a auto-renúncia (não ceder aos desejos).
A pessoa que alcança esse estado de espírito vive sua vida em completa paz e equanimidade. Não é incomodado por desejos ou falta. Aceita tudo como é.
Este caminho de redenção, argumenta Schopenhauer, é mais permanente, uma vez que está fundamentado em um reconhecimento profundo que muda a atitude. Não é apenas um momento passageiro como no caso de uma experiência estética.
O caminho ascético de vida, no entanto, não está disponível para todos — apenas alguns raros e heróicos indivíduos podem viver como ascetas e alcançar tal estado. Mais importante ainda, Schopenhauer explica, o ascetismo requer virtude; e a virtude pode ser cultivada, mas não ensinada.

### Mecanismos de defesa
Peter Wessel Zapffe via os humanos como animais com uma consciência excessivamente desenvolvida que anseiam por justiça e significado em um universo fundamentalmente sem sentido e injusto — constantemente lutando contra sentimentos de angústia existencial, bem como o conhecimento de sua própria mortalidade. Ele identificou quatro mecanismo de defesas que permitem às pessoas lidar com pensamentos perturbadores sobre a natureza da existência humana:
Isolamento: os fatos problemáticos da existência são simplesmente reprimidos — não são discutidos em público e nem mesmo pensados em particular.
Ancoragem: alguém se fixa (ancora) em projetos culturais, crenças religiosas, ideologias, etc.; e persegue objetivos adequados aos objetos de sua fixação. Ao se dedicar a uma causa, alguém foca sua atenção em um valor ou ideal específico, alcançando assim uma sensação de estabilidade e segurança comunitária ou cultural em relação a reflexões existenciais perturbadoras.
Distração: por meio do entretenimento, carreira, status, etc., alguém se distrai de pensamentos existencialmente perturbadores. Ao perseguir constantemente novos prazeres, novos objetivos e novas atividades, é possível evitar um confronto direto com a vulnerabilidade e o destino infeliz da humanidade no cosmos.
Sublimação: a expressão artística pode atuar como um meio temporário de alívio de sentimentos de angústia existencial ao transformá-los em obras de arte que podem ser apreciadas esteticamente à distância.

### Não procriação e extinção
A preocupação com aqueles que virão a este mundo esteve presente ao longo da história do pessimismo. Notavelmente, Arthur Schopenhauer perguntou:
Dever-se-ia tentar imaginar que o ato de procriação não fosse nem uma necessidade, nem acompanhado pelo prazer sexual, mas sim uma questão de pura reflexão racional; a raça humana poderia até mesmo continuar a existir? Não teria cada um, pelo contrário, tanta compaixão pela geração futura que preferiria poupar-lhe o fardo da existência, ou pelo menos recusar-se-ia a impô-lo friamente sobre eles?
Schopenhauer também compara a vida a uma dívida que está sendo cobrada por necessidades urgentes e desejos torturantes. Vivemos pagando os juros dessa dívida ao satisfazer constantemente os desejos da vida; e a totalidade dessa dívida é contraída na procriação: quando viemos ao mundo.

#### Antinatalismo antropocêntrico
Alguns pessimistas, especialmente Peter Wessel Zapffe e David Benatar, prescrevem a abstenção da procriação como a melhor resposta aos males da vida. Uma pessoa só pode fazer tanto para se proteger do sofrimento ou ajudar os outros necessitados. O melhor curso de ação, argumentam eles, é não trazer outros ao mundo onde o desconforto é garantido.
Eles também sugerem um cenário onde a humanidade decide não continuar a existir, mas em vez disso escolhe seguir o caminho da extinção gradual. A extinção resultante da espécie humana não seria lamentável, mas sim algo bom. Eles chegam ao ponto de prescrever a não procriação como o curso de ação moralmente correto — ou até mesmo obrigatório. Zapffe transmite esta posição através das palavras do título Último Messias: "Conheça a si mesmos – sejam estéreis e deixem a terra em silêncio depois de vós".

#### Antinatalismo da vida selvagem
O antinatalismo pode ser estendido aos animais. Benatar observa claramente que seu "argumento se aplica não apenas aos humanos, mas também a todos os outros seres sencientes" e que "vir à existência prejudica todos os seres sencientes". Ele reforça sua visão ao discutir a extinção, dizendo "seria melhor, considerando todas as coisas, se não houvesse mais pessoas (e de fato nenhuma vida consciente)".
Pode-se argumentar que, uma vez que temos uma obrigação prima facie de ajudar os humanos necessitados, e impedir que futuros humanos venham à existência é ajudá-los, e não há justificativa para tratar os animais pior, temos uma obrigação semelhante para com os animais que vivem na natureza. Ou seja, também devemos ajudar a aliviar seu sofrimento e introduzir certas intervenções para evitar que venham ao mundo — uma posição que seria chamada de "antinatalismo da vida selvagem".

### Suicídio
Alguns pessimistas, incluindo David Benatar e Julio Cabrera, argumentam que em algumas situações extremas, como dor intensa, terror e escravidão, as pessoas estão moralmente justificadas a terminar suas próprias vidas. Embora isso não resolva o dilema humano, pode, no mínimo, interromper o sofrimento adicional ou a degradação moral da pessoa em questão. Cabrera diz que morrer geralmente não é agradável nem digno, então o suicídio é a única maneira de escolher como se morre. Ele escreve: "Se você quer morrer bem, você deve ser o artista da sua própria morte; ninguém pode substituí-lo nisso."
Arthur Schopenhauer rejeita várias objeções ao suicídio provenientes da religião, bem como aquelas baseadas em acusações de covardia ou insanidade em relação à pessoa que decide terminar sua própria vida. Nesta perspectiva, devemos ser compassivos com o suicida — devemos entender que alguém pode não ser capaz de suportar os sofrimentos presentes em sua própria vida, e que a própria vida é algo que se tem um direito incontestável.
Schopenhauer não vê o suicídio como uma espécie de solução para os sofrimentos da existência. Sua oposição ao suicídio está enraizada em seu sistema metafísico. Schopenhauer concentra-se na natureza humana — que é governada pela Vontade. Isso significa que estamos em um ciclo interminável de esforço para alcançar nossos objetivos, sentindo insatisfação, entediando-nos e, mais uma vez, desejando algo diferente. No entanto, como a Vontade é a essência interna da existência, a fonte de nosso sofrimento não está exatamente em nós, mas no próprio mundo.
Tomar a própria vida é um erro, pois ainda se deseja viver, mas simplesmente em melhores condições. A pessoa suicida ainda deseja bens na vida — uma "pessoa que comete suicídio deixa de viver precisamente porque não pode deixar de querer". Não é a própria vida individual que é a fonte do sofrimento, mas a Vontade, a natureza incessantemente em busca da existência. O erro está em aniquilar uma vida individual, e não a Vontade em si. A Vontade não pode ser negada ao terminar a própria vida, então não é uma solução para os sofrimentos embutidos na própria existência.
David Benatar considera muitas objeções contra o suicídio, como ser uma violação da santidade da vida humana, uma violação do direito à vida da pessoa, ser antinatural ou ser um ato covarde, como sendo pouco convincentes. As únicas considerações relevantes que devem ser levadas em conta no assunto do suicídio são aquelas relacionadas às pessoas às quais temos algumas obrigações especiais. Como, por exemplo, nossos membros da família. Em geral, para Benatar, a questão do suicídio é mais uma questão de lidar com as misérias particulares da própria vida do que um problema moral per se. Consequentemente, ele argumenta que, em certas situações, o suicídio não apenas é moralmente justificado, mas também é um curso de ação racional.
Os argumentos de Benatar sobre a má qualidade da vida humana não o levam à conclusão de que a morte é geralmente preferível à continuação da vida. Mas eles servem para esclarecer por que existem casos em que a existência contínua de alguém seria pior do que a morte, pois deixam explícito que o suicídio é justificado em uma variedade maior de situações do que normalmente concederíamos. A situação de cada pessoa é diferente, e a questão da racionalidade do suicídio deve ser considerada a partir da perspectiva de cada indivíduo em particular — com base em suas próprias dificuldades e perspectivas em relação ao futuro.
Jiwoon Hwang argumentou que a interpretação hedonística da assimetria axiológica de danos e benefícios de David Benatar implica o promortalismo — a visão de que é sempre preferível deixar de existir do que continuar a viver. Hwang argumenta que a ausência de prazer não é ruim nos seguintes casos: para aquele que nunca existiu, para aquele que existe e para aquele que deixou de existir. Por "ruim", queremos dizer que não é pior do que a presença de prazer para aquele que existe. Isso é consistente com a declaração de Benatar de que a presença de prazer para a pessoa existente não é uma vantagem sobre a ausência de prazer para aquele que nunca existiu e vice versa.

### Fim coletivo de toda a vida
Eduard von Hartmann era contra todas as formas individualistas de abolição do sofrimento, proeminentes no Budismo e na filosofia de Schopenhauer, pois deixam o problema do sofrimento ainda persistindo para outros. Em vez disso, ele optou por uma solução coletiva: ele acreditava que a vida progride em direção a uma maior racionalidade — culminando na humanidade — e que, à medida que os seres humanos se tornassem mais educados e mais inteligentes, eles enxergariam através de várias ilusões quanto à abolição do sofrimento, eventualmente percebendo que o problema reside ultimamente na própria existência.
Assim, a humanidade como um todo reconheceria que a única maneira de acabar com o sofrimento presente na vida é acabar com a própria vida. Isso aconteceria no futuro, onde as pessoas teriam avançado tecnologicamente a ponto de poderem destruir toda a natureza. Isso, para von Hartmann, seria a negação final da Vontade pela Razão.

## Pessimismo e outros tópicos filosóficos

### Animais

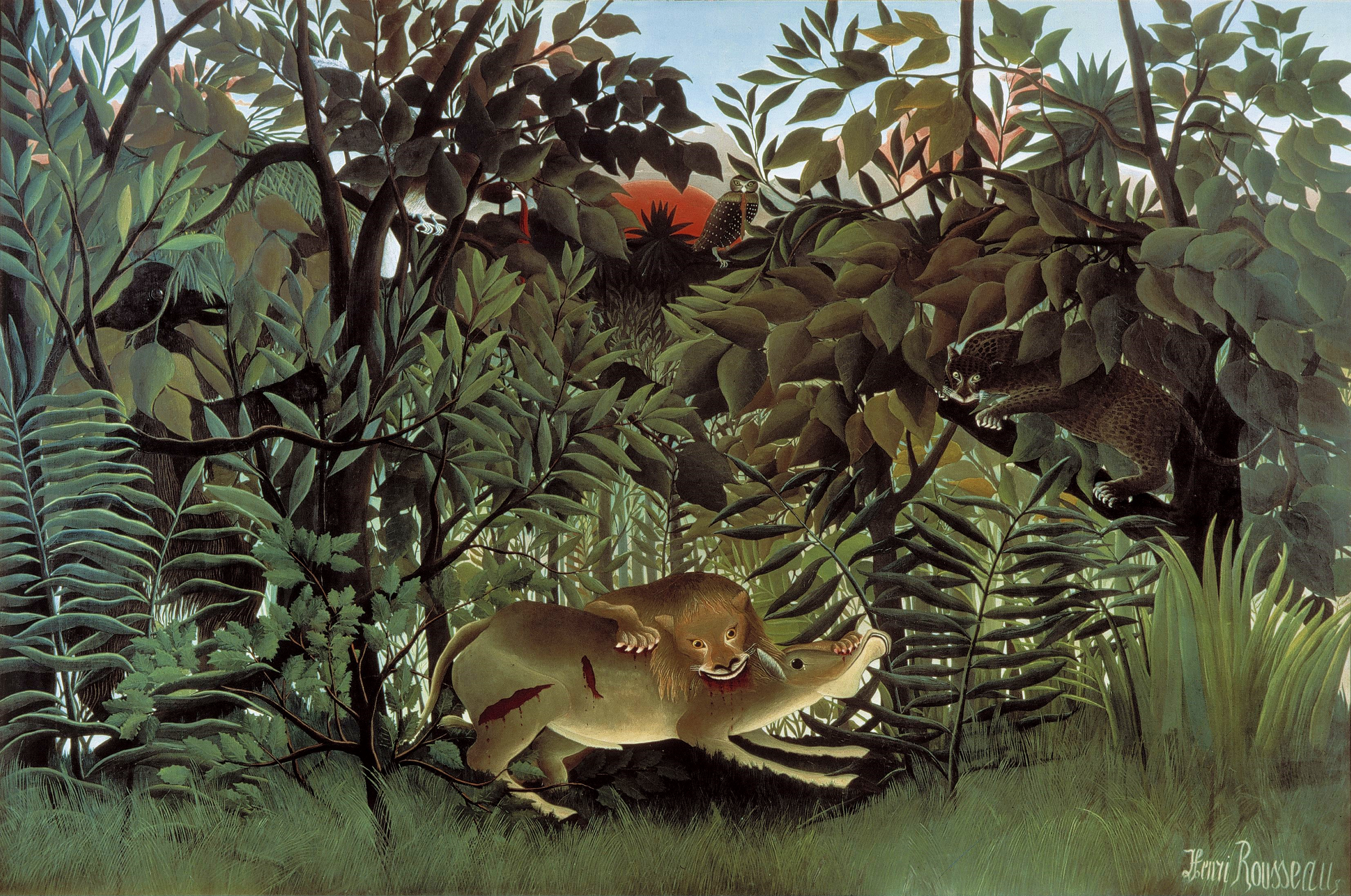
Henri Rousseau's O Leão Faminto Atira-se sobre a Antílope (1905). O sofrimento parece ser inseparável da vida dos animais selvagens. "O leão, estando faminto, atira-se sobre o antílope, e devora-o. A pantera aguarda ansiosamente o momento em que também pode reivindicar sua parte. Aves de rapina arrancaram cada uma um pedaço de carne do topo do pobre animal que derrama uma lágrima. O sol se põe."

Além do dilema humano, muitos pessimistas filosóficos também enfatizam a qualidade negativa da vida dos animais não humanos, criticando a noção de natureza como um criador "sábio e benevolente". Em seu livro vencedor do Prêmio Pulitzer de 1973, A Negação da Morte, Ernest Becker descreve da seguinte forma:
O que devemos pensar de uma criação na qual a atividade rotineira é para os organismos estarem dilacerando outros com dentes de todos os tipos—mordendo, triturando carne, talos de plantas, ossos entre os molares, empurrando a polpa avidamente goela abaixo com deleite, incorporando sua essência à própria organização, e então excretando com um fedor pútrido e gases o resíduo. Todos se estendendo para incorporar outros que lhes são comestíveis. Os mosquitos se empanturrando de sangue, as larvas, as abelhas assassinas atacando com uma fúria e um demonismo, tubarões continuando a rasgar e engolir enquanto suas próprias entranhas estão sendo arrancadas—sem mencionar o desmembramento diário e o abate em "acidentes naturais" de todos os tipos (...) A criação é um espetáculo de pesadelo ocorrendo em um planeta que foi embebido por centenas de milhões de anos no sangue de todas as suas criaturas. A conclusão mais sóbria que poderíamos fazer sobre o que tem acontecido de fato no planeta por cerca de três bilhões de anos é que ele está sendo transformado em um vasto poço de fertilizante. Mas o sol distrai nossa atenção, sempre secando o sangue, fazendo as coisas crescerem sobre ele, e com seu calor dando a esperança que vem com o conforto e a expansividade do organismo.
A teoria da evolução pela seleção natural pode ser considerada como justificativa para uma forma de pessimismo filosófico baseado em uma avaliação negativa das vidas dos animais na natureza. Em 1887, Charles Darwin expressou um sentimento de revolta com a ideia de que a benevolência de Deus é limitada, declarando: "pois qual vantagem pode haver nos sofrimentos de milhões de animais inferiores ao longo de um tempo quase infinito?" O ativista animal e filósofo moral Oscar Horta argumenta que devido aos processos evolutivos, não apenas o sofrimento na natureza é inevitável, mas que na verdade prevalece sobre a felicidade.
Para o biólogo evolutivo Richard Dawkins, a natureza de forma alguma é benevolente. Ele argumenta que o que está em jogo nos processos biológicos é nada mais do que a sobrevivência das sequências de DNA dos genes. Dawkins também afirma que, desde que o DNA seja transmitido, não importa o quanto de sofrimento essa transmissão envolva e que os genes não se importam com a quantidade de sofrimento que causam porque nada os afeta emocionalmente. Em outras palavras, a natureza é indiferente à infelicidade, a menos que tenha um impacto na sobrevivência do DNA. Embora Dawkins não estabeleça explicitamente a prevalência do sofrimento sobre o bem-estar, ele considera a infelicidade como o "estado natural" dos animais selvagens:
A quantidade total de sofrimento por ano no mundo natural está além de toda contemplação decente. Durante o minuto que leva para eu compor esta frase, milhares de animais estão sendo comidos vivos; outros estão correndo por suas vidas, choramingando de medo; outros estão sendo lentamente devorados por parasitas rastejantes de dentro para fora; milhares de todos os tipos estão morrendo de fome, sede e doença. Deve ser assim. Se houver alguma vez um período de fartura, esse fato por si só levará automaticamente a um aumento na população até que o estado natural de fome e miséria seja restaurado. ... Em um universo de forças físicas cegas e replicação genética, algumas pessoas vão se machucar, outras vão ter sorte, e você não encontrará nenhum motivo ou razão nisso, nem qualquer justiça. O universo que observamos tem precisamente as propriedades que esperaríamos se, no fundo, não houvesse nenhum plano, nenhum propósito, nenhum mal e nenhum bem, nada além de indiferença cega e impiedosa.

### Aborto
Mesmo que os pessimistas concordem com o julgamento de que a vida é ruim e alguns antinatalistas pessimistas critiquem a procriação, suas opiniões sobre o aborto diferem.

#### Visão pró-morte
David Benatar adota uma postura "pró-morte" em relação ao aborto. Ele argumenta que nas fases iniciais da gravidez, quando o feto ainda não desenvolveu consciência e não possui interesses moralmente relevantes, devemos adotar uma presunção contra levar a gravidez até o termo. O que exige justificação não é o ato de abortar, mas o fracasso em abortar o feto (nas fases iniciais da gravidez). Benatar não argumenta que tais abortos precoces devem ser obrigatórios, mas apenas que seria preferível realizar o aborto.

#### Visão antiaborto
Julio Cabrera observa que o aborto requer consideração e ação sobre algo que já está presente. Ele argumenta que devemos incluí-lo em nossas deliberações morais, independentemente da natureza desse algo. Ele apresenta o seguinte argumento contra o aborto:
P1. Do ponto de vista da ética negativa, é errado eliminar outro ser humano apenas para nosso benefício, tratando-o assim como um obstáculo a ser removido.
P2. É moralmente bom agir a favor daqueles que não podem se defender.
P3. Um feto é algo que começa a se encerrar desde o início, e termina como um ser humano.
P4. Um feto humano é, dentro do contexto da gestação, gravidez e nascimento, o ser mais desamparado envolvido.
Conclusão: Portanto, do ponto de vista da ética negativa, é moralmente errado eliminar (abortar) um ser humano.
Cabrera elabora ainda mais o argumento com alguns pontos. Uma vez que todos somos desprovidos de valor, o agressor não possui maior valor do que a vítima para justificar o assassinato. É melhor errar pelo lado da cautela e não abortar, pois é difícil dizer quando um feto se torna um ser humano. Um feto tem o potencial de se tornar um agente racional com consciência, sentimentos, preferências, pensamentos, etc. Podemos pensar nos seres humanos como seres que estão sempre em autoconstrução; e um feto é um tipo de ser assim. Além disso, um feto está — como qualquer outro ser humano — em um processo de "decaimento". Por fim, também devemos debater o status daqueles que realizam abortos e das mulheres que se submetem a abortos; não apenas o status do feto.

### Morte
Para Arthur Schopenhauer, toda ação (comer, dormir, respirar, etc.) era uma luta contra a morte, embora uma que sempre termina com o triunfo da morte sobre o indivíduo. Uma vez que outros animais também temem a morte, o medo da morte não é racional, mas mais semelhante a um instinto ou um impulso, que ele chamou de vontade de vida. No final, contudo, a morte dissolve o indivíduo e, com isso, todos os medos, dores e desejos. Schopenhauer vê a morte como uma "grande oportunidade de não ser eu mais". Nossa essência interior não é destruída — já que somos uma manifestação da universal Vontade.
David Benatar não tem apenas uma visão negativa sobre vir a existir, mas também sobre deixar de existir. Embora seja um dano para nós virmos a existir, uma vez que existimos, temos interesse em continuar a existir. Temos planos para o futuro; queremos alcançar nossos objetivos; pode haver alguns bens futuros dos quais poderíamos nos beneficiar, se continuarmos a existir. Mas a morte nos aniquila; dessa forma, nos roubando do nosso futuro e da possibilidade de realizarmos nossos planos.

## Crítica

### Críticas de Plümacher a Schopenhauer
Olga Plümacher critica o sistema de Schopenhauer em vários pontos. Segundo Schopenhauer, uma pessoa individual é ela mesma uma manifestação da Vontade. Mas se esse for o caso, então a negação da Vontade também é uma ilusão, já que, se fosse genuína, provocaria o fim do mundo. Além disso, ela percebe que para Schopenhauer, a não existência do mundo é preferível à sua existência. No entanto, isso não é uma declaração absoluta (ou seja, não diz que o mundo é o pior), mas uma declaração comparativa (ou seja, diz que é pior do que algo mais).

### Contra a afirmação de que os prazeres são sempre negativos
Uma afirmação que os pessimistas frequentemente fazem é que os prazeres são negativos por natureza — eles são meras satisfações de desejos ou remoções de dores. Alguns contestam isso fornecendo contraexemplos intuitivos, onde estamos envolvidos em algo prazeroso que parece estar adicionando algum prazer genuíno acima do estado neutro de indistúrbio. Esta objeção pode ser apresentada da seguinte forma:
Imagine que estou desfrutando do estado de estar hidratado, saciado e aquecido. Então alguém me oferece um pequeno bombom de chocolate, e eu aprecio imensamente o delicioso sabor do chocolate amargo. Por que não estou experimentando mais prazer agora do que antes (...)?
A objeção aqui é que podemos claramente introspectar que sentimos algo adicionado à nossa experiência, não que apenas não sintamos mais alguma dor, tédio ou desejo. Tais experiências incluem surpresas agradáveis, acordar de bom humor, saborear refeições deliciosas, antecipar algo bom que provavelmente acontecerá conosco, e outros.
A resposta a essas objeções provenientes de contraexemplos pode seguir da seguinte forma. Normalmente, não focamos o suficiente em nosso estado presente para perceber todas as perturbações (descontentamentos). É provável que pudéssemos perceber algumas perturbações se prestássemos bastante atenção — mesmo em situações onde pensamos que experimentamos prazer genuíno. Assim, é pelo menos plausível que esses estados aparentemente positivos tenham várias imperfeições, e nós não estejamos, de fato, indisturbados; e, portanto, estamos abaixo do estado hedônico neutro.

### Literatura
- Dostoiévski, Fiódor (1864). Notas do Subterrâneo
- Le Guin, Ursula K. (1973). The Ones Who Walk Away from Omelas
- Leopardi, Giacomo (1835). Canti
- Ligotti, Thomas (2018). A Conspiração contra a Raça Humana: Uma Engenharia do Horror. Penguin Books ISBN 978-0143133148
- McCarthy, Cormac (1992/1985). Meridiano de Sangue; ou, O Vermelho da Noite no Oeste. Knopf Doubleday Publishing Group ISBN 978-0679728757
- McCarthy, Cormac (2006). A Estrada. Knopf Doubleday Publishing Group ISBN 978-0307387899
- Pessoa, Fernando (1982). Livro do Desassossego
- Thacker, Eugene (2018). Resignação Infinita. Repeater ISBN 978-1912248193
- Thomson, James "B.V." (1874). A Cidade da Noite Terrível
- Yalom, Irvin D. (2005). A Cura de Schopenhauer. HarperCollins ISBN 978-0-06-093810-9 (O romance alterna entre os eventos atuais acontecendo em torno de um grupo de terapia e a psicobiografia de Arthur Schopenhauer).
- Voltaire (1759). Cândido
- Romances e contos de Guy de Maupassant.[60]
- Labadie, Laurance (2014). Anarco-Pessimismo: os escritos coletados de Laurance Labadie. Ardent Press.
- Andreyev, Leonid (1906). Lázaro

### Literatura Primária
Livros
- Bahnsen, Julius (1877). O Trágico como Lei do Mundo e o Humor como Forma Estética do Metafísico. Lauenberg: Verlag von F. Ferley
- Benatar, David (2017). O Dilema Humano: Um Guia Sincero para as Maiores Questões da Vida. Oxford University Press ISBN 978-0-19-063381-3
- Cabrera, Julio (2019). Desconforto e Impedimento Moral: A Situação Humana, Bioética Radical e Procriação. Cambridge Scholars Publishing ISBN 978-1-5275-1803-2
- Cioran, Emil (2012/1949). Uma Breve História da Decadência. Arcade Publishing ISBN 978-1611457360
- Leopardi, Giacomo (1882/1827). Ensaios e Diálogos.
- Mainländer, Philipp (2024/1876). Filosofia da Redenção. Brisbane: Irukandji Press ISBN 978-0-6454980-7-3
- Schopenhauer, Arthur (2010/1818). O Mundo como Vontade e Representação, Volume 1. Cambridge University Press ISBN 978-0-521-87184-6
- Schopenhauer, Arthur (2018/1844). O Mundo como Vontade e Representação, Volume 2. Cambridge University Press ISBN 978-0-521-87034-4
- von Hartmann, Eduard (2014/1884). Filosofia do Inconsciente: Resultados Especulativos Segundo o Método Indutivo da Ciência Física. Routledge ISBN 978-0-415-61386-6
- Zapffe, Peter Wessel (2024/1941). Sobre o Trágico. Peter Lang Inc., International Academic Publishers ISBN 978-1-636-67488-9

Ensaios
- Zapffe, Peter Wessel (2004). «O Último Messias». Philosophy Now 45 ed. pp. 35–39. ISSN 0961-5970

Artigos acadêmicos
- Contestabile, Bruno (2016). «A Negação do Mundo de um Ponto de Vista Imparcial». Contemporary Buddhism. 17: 49–61. doi:10.1080/14639947.2015.1104003 Versão penúltima
- Prescott, Paul (2012). «O Que é Pessimismo». Journal of Philosophical Research. 37: 337–356. doi:10.5840/jpr20123716

### Literatura Secundária
Livros
- Beiser, Frederick C. (2016). Weltschmerz: Pessimismo na Filosofia Alemã, 1860–1900. Oxford: Oxford University Press ISBN 978-0-19-876871-5
- Coates, Ken (2014). Antinatalismo: Filosofia Rejeicionista do Budismo a Benatar. First Edition Design Publishing ISBN 978-1-62287-570-2
- Dienstag, Joshua Foa (2006). Pessimismo: Filosofia, Ética, Espírito. Princeton University Press ISBN 0-691-12552-X
- Feltham, Colin (2016). Realismo Depressivo: Perspectivas Interdisciplinares. Routledge ISBN 978-1-317-58482-7
- Ligotti, Thomas (2011). A Conspiração Contra a Raça Humana: Uma Engenharia do Horror. Hippocampus Press ISBN 978-0-9844802-7-2
- Saltus, Edgar (2022/1885). A Filosofia do Desencantamento. Legare Street Press ISBN 978-1016394321
- Segev, Mor (2022). O Valor do Mundo e de Si Mesmo: Otimismo e Pessimismo Filosófico de Aristóteles à Modernidade. Oxford: Oxford University Press ISBN 978-0-197-63407-3
- Sully, James (2022/1877). Pessimismo: Uma História e uma Crítica. Legare Street Press ISBN 978-1015919389
- Tsanoff, Radoslav A. (1931). A Natureza do Mal. Nova York: The MacMillan Company
- van der Lugt, Mara (2021). Matérias Escuras: Pessimismo e o Problema do Sofrimento. Princeton University Press ISBN 978-0-691-20662-2

Capítulos de livros
- Simmons, Byron (2024). «Schopenhauer's Pessimism». In:  Bather Woods, David; Stoll, Timothy. The Schopenhauerian Mind. Oxon: Routledge. pp. 282–296. ISBN 9780367501532

Artigos acadêmicos
- Hassan, Patrick (2021). «Indivíduo vs. Mundo no Pessimismo de Schopenhauer» 2 ed. The Southern Journal of Philosophy. 59: 122–152. doi:10.1111/sjp.12401
- Hassan, Patrick (2021). «Esforço como Sofrimento: O Argumento A Priori de Schopenhauer para o Pessimismo» 4 ed. Philosophia. 49: 1487–1505. doi:10.1007/s11406-020-00316-0
- Janaway, Christopher (2022). «Pior do que o melhor pessimismo possível? A crítica de Olga Plümacher a Schopenhauer» 2 ed. British Journal for the History of Philosophy. 30: 211–230. doi:10.1080/09608788.2021.1881441
- Simmons, Byron (2021). «Mil prazeres não valem uma única dor: O argumento de compensação para o pessimismo de Schopenhauer» 1 ed. European Journal of Philosophy. 29: 120–136. doi:10.1111/ejop.12561